# Однобокова, Алевтина Семёновна
Алевтина Семёновна Однобокова — советский хозяйственный, государственный и политический деятель.

## Биография
Родилась в 1928 году в селе Бахтемир. Член КПСС.
С 1942 года — на хозяйственной, общественной и политической работе. В 1942—1983 гг. — рыбачка рыболовецкого колхоза в селе Бахтемир, главный агроном, бригадир растениеводческой бригады по выращиванию овощей колхоза «Большевик» Икрянинского района Астраханской области.
Делегат XXII съезда КПСС.
Избиралась депутатом Верховного Совета СССР 8-го созыва.
Живёт в Астраханской области.